# Ringwall Dürrling
Der Ringwall Dürrling, auch Wallburg Umelsdorf genannt, befindet sich im Ortsteil Umelsdorf des Oberpfälzer Marktes Kastl im Landkreis Amberg-Sulzbach von Bayern. Der Ringwall befindet sich 800 m nördlich von Umelsdorf auf dem Dürrling. Die Anlage wird als Bodendenkmal unter der Aktennummer D-3-6636-0005 im Bayernatlas als „Ringwall vor- und frühgeschichtlicher Zeitstellung, Höhensiedlung der Hallstattzeit“ geführt.

## Beschreibung

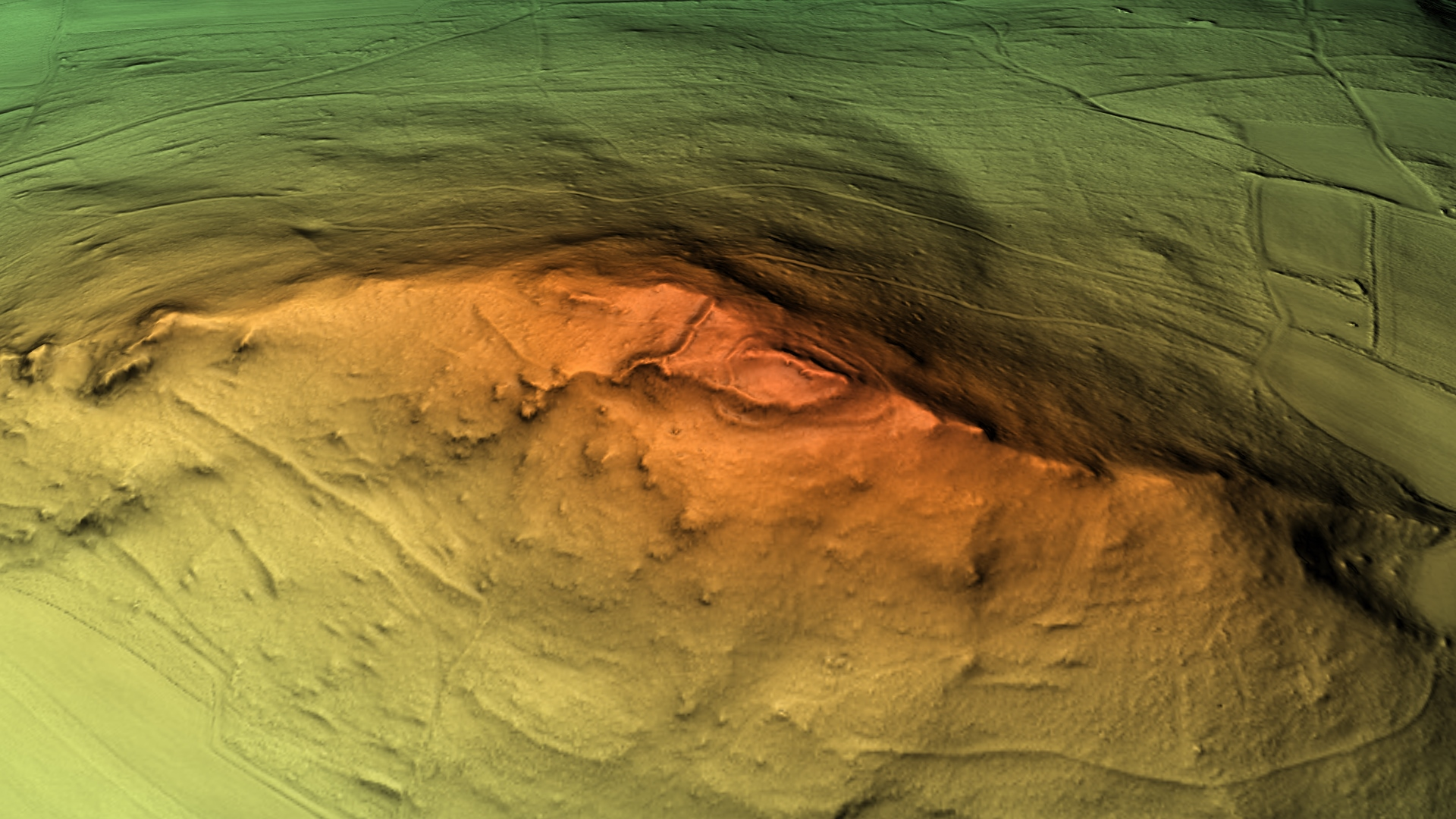
3D-Ansicht des digitalen Geländemodells

Den Ostteil der gratartigen Kuppe des Dürrlings umzieht ein Steinwall, der im Süden nur noch als schmale Terrasse erhalten ist. Die Gesamtlänge der Anlage beträgt ca. 75 m, die größte Breite 60. Im Westen fällt der Grat etwas ab und der Bergrücken wird breiter und flacher, hier ist ein kleiner Querwall mit der Andeutung eines vorgelegten Grabens zu erkennen. Seine beiden Enden biegen nach innen gegen die Bergspitze ein, es besteht aber kein sichtbarer Zusammenhang mit dem steinernen Randwall oder den entsprechenden Terrassen. Ein zweiter Wall mit einer Höhe von 0,5 m mit einem kaum sichtbaren Graben verläuft nach Westen. Am Südrand lehnt er sich an die Felsrippe an und biegt zu einer kleinen Bastion aus. Sein Nordende biegt deutlich ein und läuft verflacht in einem Bogen abwärts; eventuell befand sich hier ein Tor. Der Ringwall ist heute von Wald bestanden.

## Geschichte
Als Lesefunde wurde Keramik aus der Hallstattzeit gefunden. Die Scherben werden im Historischen Museum Regensburg aufbewahrt.